# Texas Instruments Compact Computer 40
Texas Instruments COMPACT COMPUTER 40 (CC40) (COMPACT COMPUTER 40 (CC40)) је био преносиви рачунар фирме Тексас Инструментс (Texas Instruments) који је почео да се производи у САД од 1983. године.
Користио је CMOS 8-битни Texas-Instrument TMS-70C20 микропроцесор. РАМ меморија рачунара је имала капацитет од 6 kb (до 18 kb). 

## Детаљни подаци
Детаљнији подаци о рачунару COMPACT COMPUTER 40 (CC40) су дати у табели испод.
|                       | |
| [ 1 ]                 | |
| Произвођач            | Тексас Инструментс                                                                                 |
| Тип                   | преносиви рачунар                                                                                  |
| Меморија              | 6 (до 18 )                                                                                         |
| Поријекло             | Сједињене Америчке Државе                                                                          |
| Година                | 1983                                                                                               |
| Тастатура             | калкулаторског типа са одвојеном нумеричком тастатуром, 4 функцијска тастера (BREAK, RUN, ON, OFF) |
| Процесор              | |
| Фреквенција процесора | 2,5                                                                                                |
| RAM                   | 6 (до 18 )                                                                                         |
| ROM                   | 34 (све до 128 )                                                                                   |
| Текст                 | 1 линија са 31 знаком (5 x 8 матрица знакова)                                                      |
| Графика               | |
| Боја                  | монохроматски LCD екран (31 знак, скроловање до 80 знакова)                                        |
| Звук                  | мали звучник                                                                                       |
| Димензије             | 9,25 x 5,75 x 1                                                                                    |
| Портови               | |
| Оперативни систем     | [[]]                                                                                               |